# Revoluția digitală

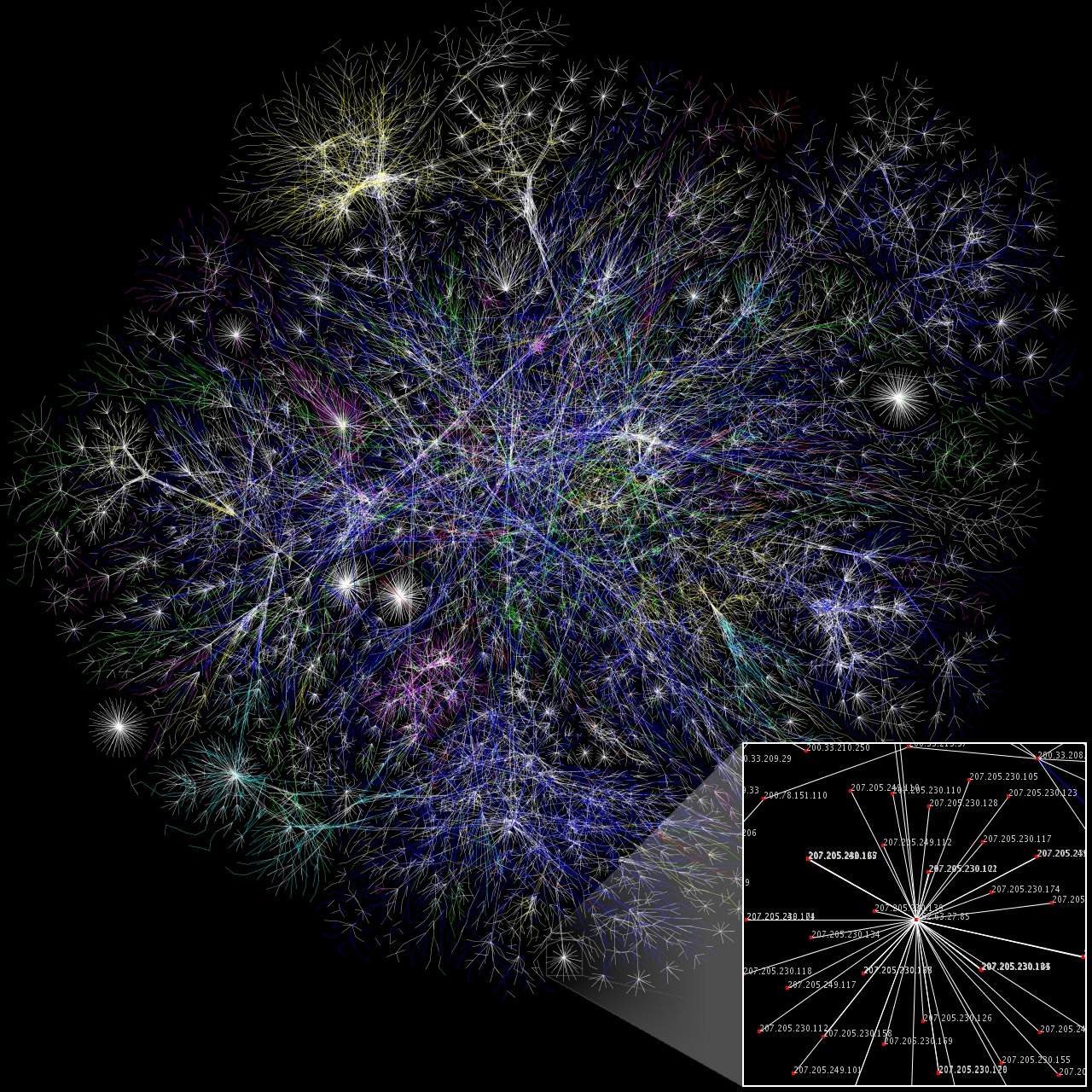
O vizualizare a diferitelor rute printr-o porțiune de internet.

Revoluția digitală reprezintă trecerea de la tehnologia electronică mecanică și analogică la electronica digitală, care a început undeva  pe la sfârșitul anilor 1950 până la sfârșitul anilor 1970, odată cu adoptarea și proliferarea calculatoarelor digitale și a păstrării digitale a înregistrărilor care continuă în prezent. Implicit, termenul se referă la schimbările radicale aduse de calculul digital și de tehnologia comunicațiilor în timpul (și după) cea de-a doua jumătate a secolului al XX-lea. Analog Revoluției Agricole și Revoluției Industriale, Revoluția Digitală a marcat începutul erei informaționale.
În centrul acestei revoluții se află producția în masă și utilizarea pe scară largă a logicii digitale, a MOSFET-urilor (a tranzistoarelor MOS), a circuitelor integrate (IC) și a tehnologiilor lor derivate, precum calculatoarele, microprocesoarele, telefoanele celulare digitale și Internetul. Aceste inovații tehnologice au transformat tehnicile tradiționale de producție și de afaceri.

## Istorie

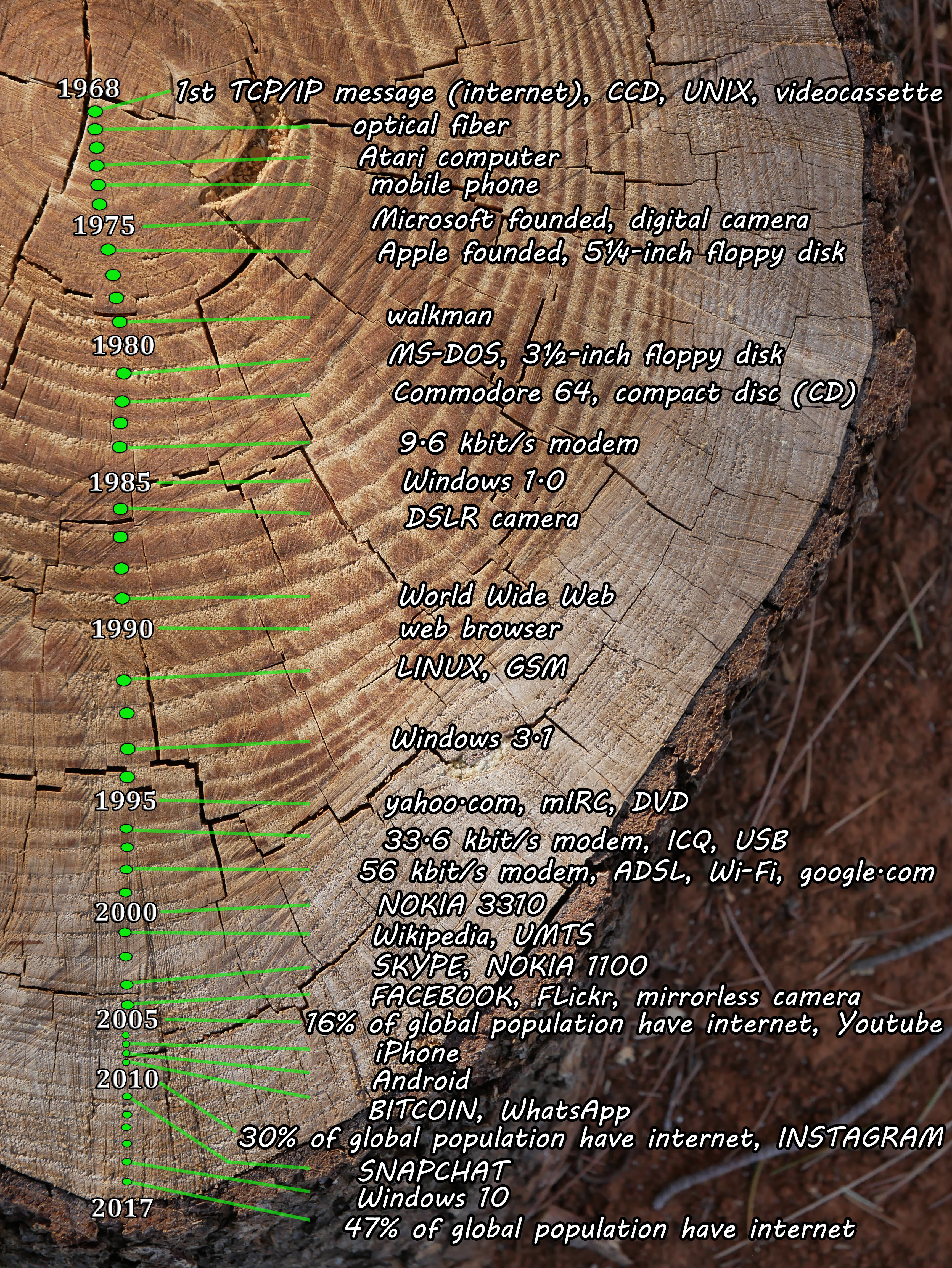
Inele de timp care prezintă câteva date importante în Revoluția digitală din 1968 până în 2017

### Scurt istoric
Tehnologia de bază a fost inventată în a doua jumătate a secolului al XIX-lea, incluzând motorul analitic al lui Babbage și telegraful. Comunicarea digitală a devenit economică pentru adoptarea la scară largă după inventarea calculatorului personal (PC). Claude Shannon, un matematician de la Laboratoarele Bell, este cel care a pus bazele digitalizării în articolul său de pionierat din 1948, A Mathematical Theory of Communication (O Teorie Matematică a Comunicării). Revoluția digitală a transformat tehnologia care fusese analogică într-un format digital. Făcând acest lucru, a devenit posibilă realizarea copiilor identice cu originalul. În comunicarea digitală, de exemplu, suportul fizic de redundanță a fost utilizat la amplificarea semnalului digital și transmiterea fără nicio pierdere de informații în semnal. La fel de importantă pentru revoluție a fost capacitatea de a muta cu ușurință informația digitală între mediile de stocare și accesarea sau distribuirea sa la distanță. 
Punctul de cotitură al revoluției a fost trecerea de la muzica înregistrată analogic la cea înregistrată digital. În anii 1980, formatul digital al discurilor compacte optice a înlocuit treptat formatele analogice, cum ar fi discurile de vinil și casetele cu bandă magnetică, ca mijloc de alegere popular.

### Origini (1947–1969)
În 1947, primul tranzistor funcțional, dioda cu contact punctiform realizată din germaniu, a fost inventat de John Bardeen și Walter Houser Brattain, în timp ce lucrau sub conducerea lui  William Shockley la Laboratoarele Bell. Acest lucru a condus către fabricarea unor calculatoare digitale mai avansate. De la sfârșitul anilor 1940, universitățile, forțele militare și afacerile au dezvoltat sisteme informatice, pentru a reproduce și automatiza calculele matematice efectuate anterior manual, LEO fiind primul computer cu scop general disponibil comercial. 
La sfârșitul anilor 1950, inginerul de la Laboratoarele Bell, Mohamed M. Atalla⁠(en)[traduceți] a demonstrat eficacitatea siliciului ca material semiconductor cu procesul său de pasivizare a suprafeței prin oxidare termică. Acest lucru a dus la câteva etape majore în tehnologia semiconductorului de siliciu în 1959: procesul planar de Jean Hoerni, cipul monolitic de circuit integrat (IC) de Robert Noyce la Fairchild Semiconductor, și MOSFET ( tranzistor MOS) de Mohamed Atalla și Dawon Kahng la Laboratoarele Bell. Aceste evoluții au deschis calea pentru producerea în masă a dispozitivelor semiconductoare de siliciu.
În urma dezvoltării cipurilor de circuit integrat MOS la începutul anilor 1960, jetoanele MOS au atins o densitate mai mare a tranzistorului și costuri de producție mai mici decât circuitele integrate bipolare până în 1964. Jetoanele MOS au crescut în continuare în complexitate, la un ritm prevăzut de legea lui Moore, ceea ce a dus la integrarea pe scară largă (LSI) cu sute de tranzistoare pe un singur cip MOS până la sfârșitul anilor 1960. Aplicarea cipurilor MOS LSI la calcule a fost baza pentru primele microprocesoare, deoarece inginerii au început să recunoască faptul că un procesor complet de computer ar putea fi conținut pe un singur cip MOS LSI. În 1968, inginerul Fairchild Federico Faggin a îmbunătățit tehnologia MOS odată cu dezvoltarea cipului MOS cu poartă de silicon, pe care ulterior a folosit-o pentru a dezvolta Intel 4004, primul microprocesor cu un singur cip. A fost lansat de Intel în 1971 și a pus bazele revoluției microcomputerului care a început în anii 1970. 
Tehnologia MOS a dus, de asemenea, la dezvoltarea de senzori de imagine semiconductori potriviți pentru camere digitale . Primul astfel de senzor de imagine a fost dispozitivul cu cuplaj de sarcină, dezvoltat de Willard S. Boyle și George E. Smith la Laboratoarele Bell în 1969, bazat pe tehnologia condensatorului MOS.  
Publicul a fost introdus pentru prima dată în conceptele care au condus la internet când un mesaj a fost trimis prin ARPANET în 1969. Rețelele comutate de pachete precum ARPANET, Mark I, CYCLADES, Rețeaua Merit, Tymnet și Telenet, au fost dezvoltate la sfârșitul anilor 1960 și începutul anilor 1970 folosind o varietate de protocoale. ARPANET a condus în special la dezvoltarea de protocoale pentru prelucrarea lucrului pe internet, în care mai multe rețele separate puteau fi unite într-o rețea de rețele. 
Mișcarea Întregul Pământ din anii 1960 a pledat pentru utilizarea noii tehnologii.

### 1970
În anii 1970, computerul personal, calculatoarele Time-Sharing, consola de jocuri video și primele jocuri video cu opțiunea de achiziții în cadrul acestora au fost inventate. În același deceniu, a fost epoca de aur a jocurilor video arcade care au început cu Space Invaders. Pe măsură ce tehnologia digitală a proliferat și trecerea de la tehnologia analogică la cea digitală a devenit noul standard în afaceri, a fost popularizată o descriere relativ nouă a meseriei de grefier de introducere a datelor. Extras din rândul secretarilor și dactilografilor din decenii anterioare, meseria de grefier de intrare a datelor a constat în transformarea datelor analogice (înregistrări ale clienților, facturi etc.) în date digitale. 
O dezvoltare importantă în tehnologia digitală de compresiune a datelor a fost transformata cosinus discretă (DCT), o tehnică de compresie cu pierderi propusă prima dată de Nasir Ahmed în 1972, destinată inițial compresiei imaginii. Compresia DCT a devenit mai târziu fundamentală pentru Revoluția digitală, ca bază pentru majoritatea standardelor de compresie media digitale de la sfârșitul anilor 1980, inclusiv formate de imagini digitale precum JPEG (1992), formate de codare video precum H.26x (1988) și MPEG (1988), standarde de compresie audio, cum ar fi Dolby Digital (1991) și MP3 (1994),  și standarde de televiziune digitală, cum ar fi video la cerere (VOD) și televiziune de înaltă definiție (HDTV).

### 1980
În țările dezvoltate, calculatoarele au obținut semi-omniprezență în anii 1980, în timp ce își croiau drum în școli, case, afaceri și industrie. Bancomatele, roboții industriali, CGI-ul în film și televiziune, muzica electronică, sistemele de tip Bulletin Board și jocurile video au alimentat tot ceea ce a devenit spiritul epocii anilor 1980. Milioane de oameni au achiziționat calculatoare casnice, făcând nume casnice ale unor producători de computere personale timpurii, precum Apple, Commodore și Tandy. Până în zilele noastre, Commodore 64 este adesea citat drept cel mai vândut computer din toate timpurile, care a vândut 17 milioane de unități (după majoritatea surselor) între 1982 și 1994. 
În 1984, Biroul de recensământ al SUA a început să strângă date despre utilizarea computerului și a internetului în Statele Unite; primul lor sondaj a arătat că 8,2 % din toate gospodăriile din SUA dețineau un computer personal în 1984 și că gospodăriile cu copii sub 18 ani aveau aproape de două ori mai multe șanse să dețină unul, de 15,3 % (cele mai mari șanse erau ca gospodăriile clasei de mijloc și superioare să dețină unul, la 22,9 %).  Până în 1989, 15 % din toate gospodăriile americane dețineau un computer și aproape 30 % din gospodăriile cu copii sub vârsta de 18 ani aveau unul. Până la sfârșitul anilor 1980, multe afaceri erau dependente de calculatoare și tehnologie digitală. 
Motorola a creat primul telefon mobil, Motorola DynaTac, în 1983. Cu toate acestea, acest dispozitiv a utilizat comunicare analogică - telefoanele digitale digitale nu au fost vândute în comerț până în 1991, când rețeaua 2G a început să fie deschisă în Finlanda pentru a satisface cererea neașteptată de telefoane celulare care a devenit evidentă la sfârșitul anilor '80. 
Revista Compute! a prezis că CD-ROM-ul va fi piesa centrală a revoluției, cu mai multe dispozitive casnice citind discurile.
Prima cameră digitală a fost creată în 1988, apoi a început să fie comercializată în decembrie 1989 în Japonia și în 1990 în Statele Unite. La mijlocul anilor 2000, ei au eclipsat un film tradițional în popularitate. 
Cerneala digitală a fost inventată la sfârșitul anilor 1980. Sistemul CAPS al Disney (creat în 1988) a fost folosit pentru o scenă în Mica sirenă din 1989 și pentru toate filmele de animație ale acestora dintre anii 1990 (Salvatorii din Australia) și 2004 (O fermă trăsnită).
Tim Berners-Lee a inventat World Wide Web în 1989. 

### 1990
Prima transmisie publică digitală de televiziune HD a fost cea de la Cupa Mondială din iunie 1990 . Aceasta a fost redată în 10 teatre din Spania și Italia. Cu toate acestea, televiziunea HD nu a devenit standard până la mijlocul anilor 2000 în afara Japoniei. 
World Wide Web a devenit accesibil public în 1991, care a fost disponibil numai guvernului și universităților. În 1993, Marc Andreessen și Eric Bina au introdus Mosaic, primul browser web capabil să afișeze imagini în linie și bază pentru browserele ulterioare, precum Netscape Navigator și Internet Explorer. Uniunea Federală de Credit Stanford a fost prima instituție financiară care a oferit servicii bancare online pentru toți membrii săi în octombrie 1994. În 1996, OP Financial Group, de asemenea o bancă cooperativă, a devenit a doua bancă online din lume și prima din Europa. Internetul s-a extins rapid, iar până în 1996, a făcut parte din cultura populară și multe companii au listat site-uri web în anunțurile lor. Până în 1999, aproape fiecare țară avea o conexiune și aproape jumătate dintre americani și oameni din alte câteva țări foloseau internetul în mod regulat. Cu toate acestea, de-a lungul anilor 1990, „a ajunge online” a implicat o configurație complicată, iar conexiunea prin linie comutată a fost singurul tip de conexiune accesibil de către utilizatorii individuali; cultura internetului actual nu a fost posibilă. 
În 1989, aproximativ 15 % din toate gospodăriile din Statele Unite aveau un computer personal, iar până în 2000, acesta era de până la 51 %; pentru gospodăriile cu copii aproape 30 % au deținut un computer în 1989, iar în 2000 65 % au deținut unul. 

### Anii 2000
Telefoanele mobile au devenit la fel de omniprezente ca și computerele la începutul anilor 2000, cinematografele începând să afișeze reclame care să le spună oamenilor să-și pună pe mut telefoanele. De asemenea, au devenit mult mai avansate decât telefoanele anilor 1990, fiindcă majoritatea celor din urmă efectuau și primeau doar apeluri sau cel mult permiteau jucatul unor jocuri simple. 
Mesageria text a existat în anii 90, dar nu a fost utilizată pe scară largă până la mijlocul anilor 2000, când a devenit un fenomen cultural. 
Revoluția digitală a devenit cu adevărat globală după ce a revoluționat societatea din lumea dezvoltată în anii 1990; revoluția digitală s-a răspândit către masele din lumea în curs de dezvoltare în anii 2000. 
La sfârșitul anului 2005, populația cu acces la Internet a ajuns la 1 miliard, și 3 miliarde de persoane din întreaga lume au folosit telefoane mobile până la sfârșitul deceniului. Tehnologia HDTV a devenit formatul standard de difuzare a televiziunii în multe țări până la sfârșitul deceniului. 

### Anii 2010
Până în 2012, peste 2 miliarde de persoane au folosit Internetul, de două ori mai multe decât în 2007. Computarea cloud a intrat în fluxul principal la începutul anilor 2010. Până în 2016, jumătate din populația lumii era conectată (la internet).

## Creștere în utilizarea tehnologiei digitale a calculatoarelor, 1980-2020

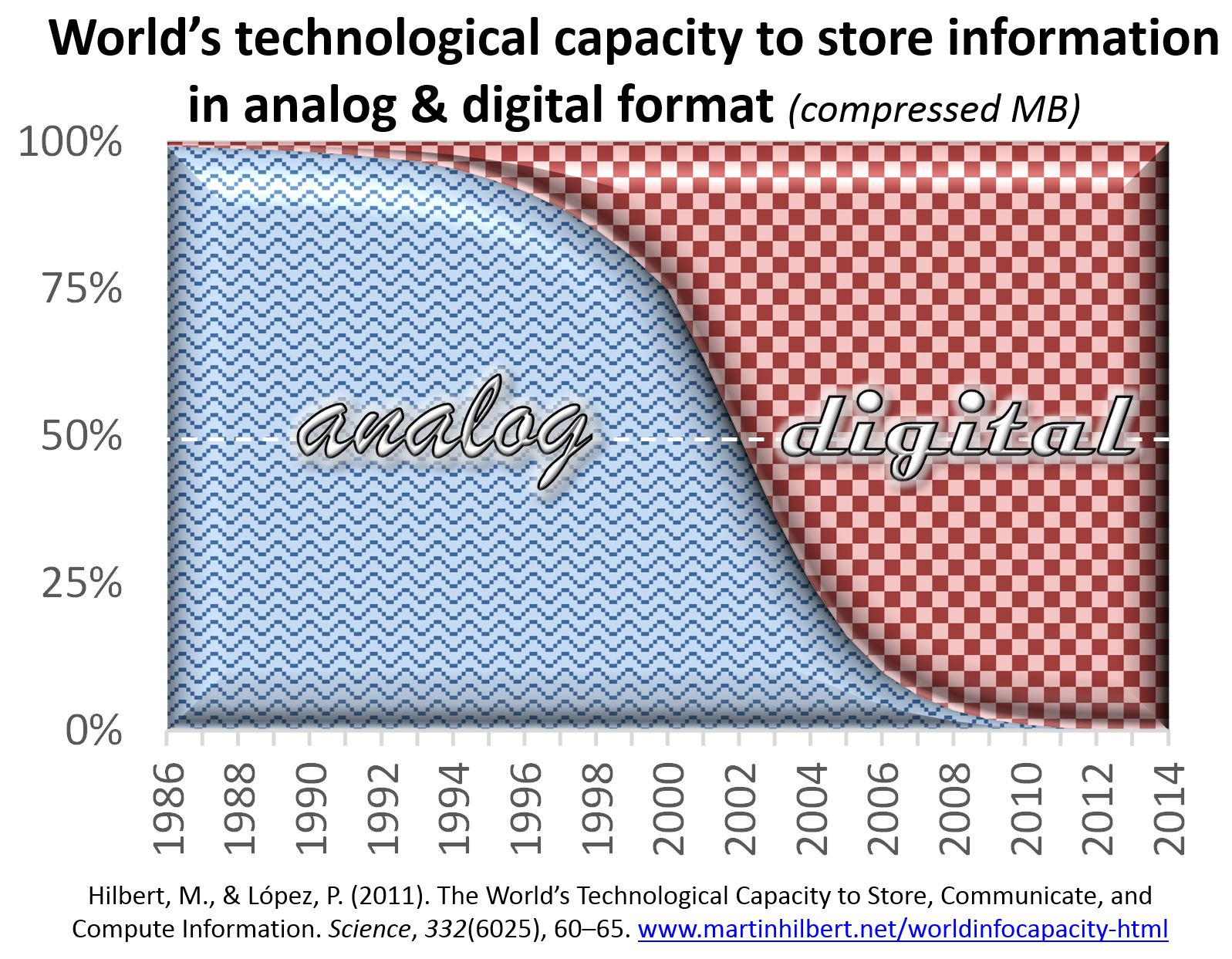
Tranziția de la analogic la digital între anii 1986 - 2014

La sfârșitul anilor 1980, mai puțin de 1 % din informațiile stocate din punct de vedere tehnologic din lume erau în format digital, ajungând la ponderea de 94 % în 2007, cu mai mult de 99 % până în 2014. Anul 2005 a fost  estimat a fi anul în care omenirea va putea stoca mai multe informații în format digital, decât în format analogic („începutul erei digitale”).
S-a estimat că lumea avea o capacitate de a stoca informații de la 2,6 (comprimat optim) exabaiți în 1986, crescând la aproximativ 5.000 de exabaiți în 2014 (5 zettabaiți).

### 1990
- Abonați de telefonie mobilă: 12,5 milioane (0,25 % din populația mondială în 1990)[46]
- Utilizatori de Internet: 2,8 milioane (0,05 % din populația lumii în 1990)[47]

### 2000
- Abonați de telefonie mobilă: 1,5 miliarde (19 % din populația mondială în 2002)[47]
- Utilizatori de Internet: 631 milioane (11 % din populația mondială în 2002)

### 2010
- Abonați de telefonie mobilă: 4 miliarde (68 % din populația lumii în 2010)[48]
- Utilizatori de Internet: 1,8 miliarde (26,6 % din populația mondială în 2010)[43]

### 2020

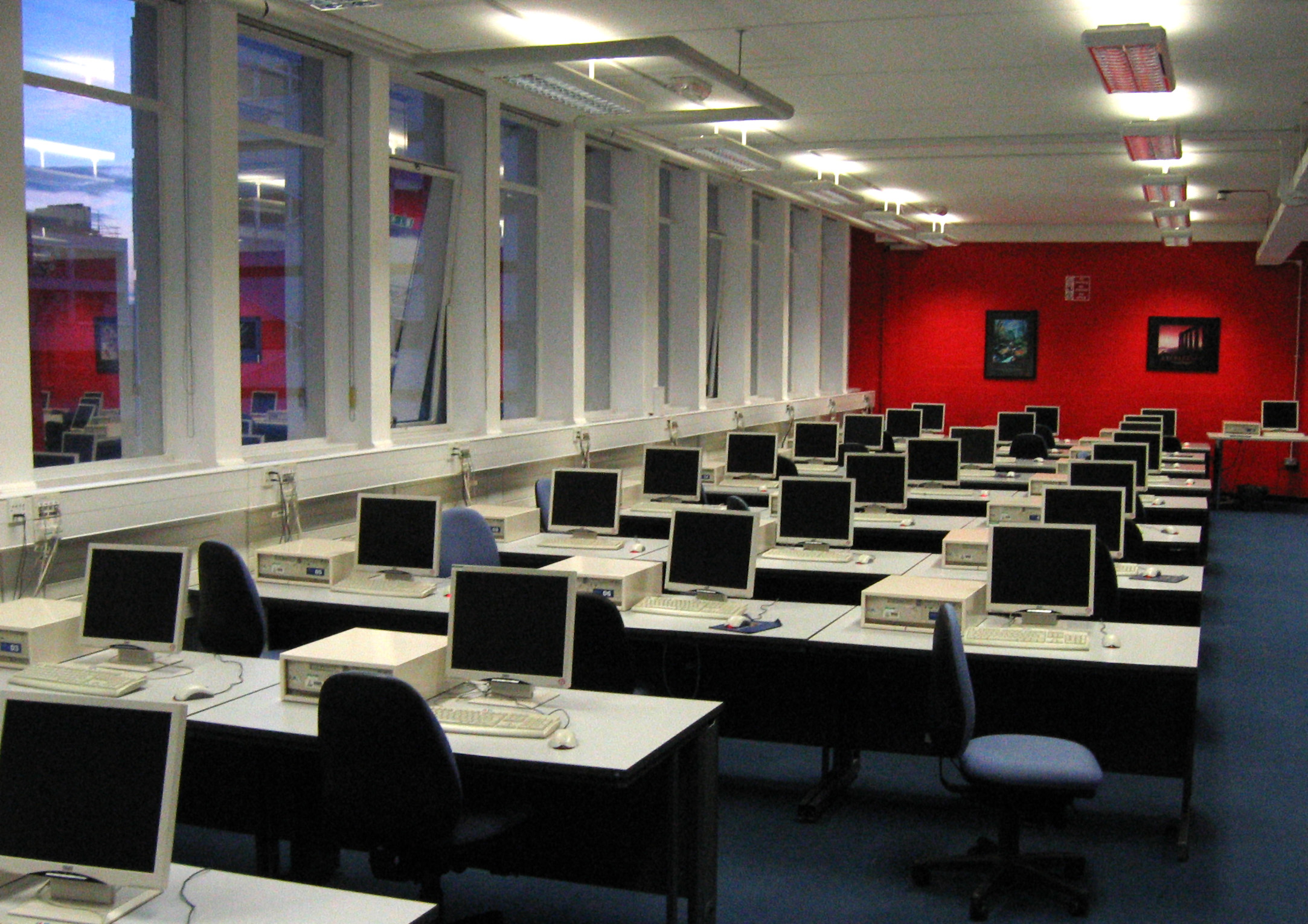
Un laborator de calculatoare universitar care conține multe computere desktop

- Abonați de telefoane mobile: 4,78 miliarde (62 % din populația mondială în 2020)[49]
- Utilizatori de Internet: 4,54 miliarde (59 % din populația mondială în 2020)[50] .

## Tehnologii convertite
Conversia tehnologiilor analogice de mai jos în digital (Deceniul indicat este perioada în care digitalul a devenit forma dominantă): 
- De la calculator analogic la calculator digital (anii 1950)
- De la Telex la fax (anii 1980)
- De la Cilindru fonograf, înregistrare gramofon la casetă compactă la disc compact (anii 1980 și 1990, totuși vânzările de discuri de vinil au crescut din nou în anii 2010 în rândul colecționarilor de epocă)
- De la VHS la DVD (anii 2000)
- De la Fotografie analogică (placă fotografică și film fotografic) la fotografie digitală (anii 2000)
- De la Cinematografie analogică (stoc de film) la cinematografie digitală (2010)
- De la Televiziune analogică la televiziune digitală (anii 2020)
- Radio analogic la radio digital (așteptat)
- De la telefon mobil analogic (1G) la telefon mobil digital (2G) (anii 1990)
- De la ceasuri (mobilier) și ceasuri de mână analogice la ceasuri de mână și ceasuri (mobilier) digitale (nu sunt previzibile încă)
- Termometru analogic la termometru digital (Anii 2010)
- Tipărire offset la imprimare digitală (anii 2020 (așteptat))

Declinul sau dispariția tehnologiilor analogice de mai jos: 
- Poștă (anii 2020 (așteptat))
- Telegrafie (anii 2010)
- Mașină de scris (anii 2010)
- Fax (anii 2010)
- Telefon fix (anii 2020 (așteptat)) (doar birourile vor continua să folosească linii fixe)
- Telefon public (2020 (așteptat))

Dispariția altor tehnologii atribuite și revoluției digitale (Clasificarea analogică - digitală nu se aplică la acestea): 
- CRT (anii 2010)
- Afișaj cu plasmă (2010)
- Ecrane LCD retroiluminat CCFL (2010)

Îmbunătățiri ale tehnologiilor digitale. 
- Computer desktop la laptop și apoi la tabletă
- DVD la Disc Blu-ray și apoi la Disc Blu-ray 4K
- De la 2G la 3G la 4G la 5G
- Telefon mobil la smartphone
- Ceas digital la smartwatch
- Scală de cântărire analogică la scară de cântărire digitală

## Bază tehnologică
Pilonul de bază al revoluției digitale este tranzistorul cu efect de câmp (metal-oxid-semiconductor) (MOSFET, sau tranzistorul MOS), care este cel mai răspândit dispozitiv din istorie. Acesta este baza fiecărui microprocesor, cip de memorie și circuit de telecomunicații în uz comercial. Scalificarea MOSFET (miniaturizarea rapidă a tranzistoarelor MOS) a fost în mare măsură responsabilă pentru activarea legii lui Moore, care a prezis că frecvența tranzistorului va crește într-un ritm exponențial.
În urma dezvoltării computerului personal digital, microprocesoarele MOS și cipurile de memorie, cu creșterea constantă a performanței și spațiului lor de stocare, au permis încorporarea tehnologiei computerului într-o gamă uriașă de obiecte, de la aparate foto până la dispozitive personale de redare a muzicii. De asemenea, a fost importantă dezvoltarea tehnologiilor de transmisie, inclusiv rețelele de calculatoare, internetul și transmisia digitală. Telefoanele 3G, a căror penetrare socială a crescut exponențial în anii 2000, a jucat, de asemenea, un rol foarte mare în revoluția digitală, oferind simultan divertisment omniprezent, comunicații și conectivitate online. 

## Impact socio-economic
Aspectele pozitive ale revoluției digitale includ o interconectare mai mare, o comunicare mai ușoară și expunerea informațiilor care în trecut ar fi putut fi suprimate mai ușor de către regimurile totalitare. Michio Kaku a scris în cărțile sale „Physics of the Future” că eșecul loviturii de stat sovietice din 1991 s-a datorat în mare măsură existenței unei tehnologii precum mașina de fax și computere care dezvăluiau informații clasificate. 
Revoluțiile din 2011 au fost activate de rețelele sociale și tehnologia smartphone-urilor; cu toate acestea, în retrospectivă, aceste revoluții nu au reușit în mare măsură să își atingă obiectivele, deoarece între guvernele islamiste agresive și în Siria s-a format un război civil în absența dictaturilor care au fost înlăturate. 
Impactul economic al revoluției digitale a fost larg. Fără World Wide Web (WWW), de exemplu, globalizarea și externalizarea nu ar fi la fel de viabile ca în prezent. Revoluția digitală a schimbat radical modul în care interacționează indivizii și companiile. Micilor companii regionale li s-a oferit acces brusc la piețe mult mai mari. Conceptele precum serviciile software la cerere și fabricarea și scăderea rapidă a costurilor tehnologice au făcut posibile inovații în toate aspectele industriei și a vieții de zi cu zi. 
După preocupările inițiale legate de un paradox al productivității IT, se demonstrează că tehnologiile digitale au crescut semnificativ productivitatea și performanța întreprinderilor.
Efectele negative includ suprasolicitarea informațiilor, prădătorii de internet, formele de izolare socială și saturația media. Într-un sondaj al unor membri proeminenți ai presei naționale, 65 % au spus că internetul dăunează jurnalismului mai mult decât îl ajută permițând oricui, indiferent cât de amator și de necalificat să devină jurnalist; ceea ce a făcut ca informațiile să fie mai năzdrăvane și ascensiunea teoriei conspirației într-un mod în care nu exista în trecut. 
În unele cazuri, utilizarea de către angajații companiei a dispozitivelor digitale portabile și a calculatoarelor de lucru pentru uz personal - e-mail, mesagerie instantanee, jocuri pe calculator - a fost adesea considerată sau poate percepe productivitatea acestor companii. Navigatul de unul singur și alte activități digitale care nu sunt legate de locul de muncă au contribuit astfel la conducerea unor forme mai puternice de invazie a confidențialității, cum ar fi înregistrarea apăsărilor de taste și aplicații de filtrare a informațiilor (programe spyware și programe de control al conținutului). 

### Confidențialitatea și schimbul de informații
Confidențialitatea, în general, a devenit o preocupare în timpul revoluției digitale. Capacitatea de a stoca și utiliza cantități atât de mari de informații diverse a deschis posibilitatea de a urmări activitățile și interesele individuale. Libertarienii și avocații drepturilor la confidențialitate se temeau de posibilitatea unui viitor orwellian în care structurile de putere centralizate controlează populația prin supraveghere automată și monitorizare a informațiilor personale în programe precum Biroul de informații al CIA. Avocații consumatorilor și muncii s-au opus capacității de a direcționa piața către persoane fizice, discrimina în luarea deciziilor de angajare și împrumut, monitorizează în mod invaziv comportamentul și comunicațiile angajaților și profită în general de informații personale partajate involuntar. 
Internetul, în special WWW în anii 1990, a deschis căi noi pentru comunicare și schimb de informații. Capacitatea de a împărtăși cu ușurință și rapid informații la scară globală a adus cu sine un nivel cu totul nou de libertate de exprimare. Indivizilor și organizațiilor li s-a oferit brusc capacitatea de a publica pe orice subiect, unui public global, cu un cost neglijabil, în special în comparație cu orice tehnologie de comunicare anterioară. 
Ar putea fi proiectate mari proiecte de cooperare (de ex Proiecte software cu sursă deschisă, SETI@home ). S-au format comunități de indivizi similari (de ex MySpace, Tribe.net ). Companiilor mici regionale li s-a oferit brusc accesul pe o piață mai mare. 
În alte cazuri, grupurile de interes special, precum și instituțiile sociale și religioase au găsit o mare parte din conținut obiectabil, chiar periculos. Mulți părinți și organizații religioase, în special în Statele Unite, au fost alarmați de pornografia care era mai ușor de accesat de către minori. În alte circumstanțe, proliferarea informațiilor pe teme precum pornografia infantilă, construirea de bombe, comiterea de acte de terorism și alte activități violente au fost alarmante pentru multe grupuri diferite de oameni. Asemenea îngrijorări au contribuit la argumente pentru cenzură și reglementare pe WWW. 

### Probleme de drepturi de autor și mărci comerciale
Problemele privind drepturile de autor și mărcile înregistrate au găsit, de asemenea, o nouă viață în revoluția digitală. Abilitatea răspândită a consumatorilor de a produce și distribui reproduceri exacte ale operelor protejate a schimbat dramatic peisajul proprietății intelectuale, în special în industria muzicii, filmului și televiziunii. 
Revoluția digitală, în special în ceea ce privește confidențialitatea, drepturile de autor, cenzura și schimbul de informații, rămâne un subiect controversat. Pe măsură ce revoluția digitală progresează, nu este clar în ce măsură societatea a fost afectată și va fi modificată în viitor.

## Preocupări
Deși beneficiile uriașe pentru societate au avut parte de revoluția digitală, în special în ceea ce privește accesibilitatea informațiilor, există o serie de preocupări. Puterile extinse de comunicare și schimb de informații, capacitățile sporite pentru tehnologiile existente și apariția noilor tehnologii au adus cu ea multe posibilități potențiale de exploatare. Revoluția digitală a ajutat la crearea unei noi epoci a supravegherii în masă, generând o serie de noi probleme privind drepturile cetățenești și drepturile omului. Fiabilitatea datelor a devenit o problemă, deoarece informațiile puteau fi replicate cu ușurință, dar nu erau așa ușor de verificat. Revoluția digitală a făcut posibilă stocarea și urmărirea faptelor, articolelor, statisticilor, precum și a unor minuții până acum imposibile. 
Din perspectiva istoricului, o mare parte din istoria umană este cunoscută prin obiecte fizice din trecut care au fost găsite sau păstrate, în special în documente scrise. Înregistrările digitale sunt ușor de creat, dar și ușor de șters și de modificat. Modificările formatelor de stocare pot face ca recuperarea datelor să fie dificilă sau aproape imposibilă, întrucât stocarea informațiilor pe suporturi învechite pentru care echipamentul de reproducere nu este disponibil și chiar să identifice care sunt aceste date și dacă este de interes poate fi aproape imposibil dacă este nu mai sunt ușor de citit sau dacă există un număr mare de astfel de fișiere de identificat. Informațiile transmise ca cercetare sau studiu autentic trebuie examinate și verificate.   
Aceste probleme sunt agravate, în plus, de utilizarea gestionării drepturilor digitale și a altor tehnologii de prevenire a copiilor care, fiind concepute pentru a permite citirea datelor doar pe mașini specifice, ar putea face ca viitoarea recuperare a datelor să fie imposibilă. Discul de aur de pe Voyager, care este înregistrat în format analogic și nu digital, special pentru interpretare și analiză ușoară.